# Zbór Braterskiej Jednoty Baptystów w Brnie
Zbór Braterskiej Jednoty Baptystów w Brnie – największy zbór baptystyczny w Czechach, znajdujący się w Brnie. Zbór został założony 13 marca 1898 r. przez misjonarza baptystycznego Norberta Fabiána Čapka, jako drugi zbór baptystów (po Pradze) w tym kraju. W 1906 r. zakupiony został dom modlitwy przy ulicy Smetanovej, który służy zborowi do dziś. Obecnie zbór liczy około 230 zborowników. Pastorem zboru jest kaznodzieja Pavel Coufal.

## Pastorzy
- 1898–1913 – Norbert Čapek
- 1914–1922 – Otakar Frič
- 1927–1935 – Karel Jersák
- 1935–1955 – Jan Jersák
- 1955–1982 – Pavel Titěra
- 1982–1985 – Jan Pospíšil
- 1986–1997 – Milan Kern
- 2001–2004 – Jan Pospíšil
- 2005 – Pavel Coufal